# Saison 4 de Marvel : Les Agents du SHIELD
Chronologie
Saison 3 Saison 5
La quatrième saison de Marvel : Les Agents du SHIELD (Marvel's Agents of SHIELD), série télévisée américaine, est constituée de vingt-deux épisodes diffusée du 20 septembre 2016 au 16 mai 2017 sur ABC, aux États-Unis.

## Synopsis
Après avoir signé les Accords de Sokovie et réussi – définitivement – à éradiquer HYDRA, le SHIELD est redevenu une agence légale de renseignement, et n’a donc plus besoin d’opérer dans l’ombre. Alors que le reste du monde est persuadé que Coulson est mort au cours de l’invasion des Chitauris à New-York (Avengers), ce dernier a cédé son poste de directeur du SHIELD à Jeffrey Mace, un Membre de la délégation américaine à l'ONU qui s'est distingué lors de l’attentat de Vienne. Coulson est ainsi redevenu un simple agent de terrain dont la principale mission est de surveiller et d’entrer en contact avec les Inhumains avec l’aide de Mack. Les deux agents ont tenté plusieurs fois de retrouver Daisy Johnson, désormais mondialement connue en tant que Quake.
Quelques mois plus tôt, celle-ci avait quitté le SHIELD, culpabilisant à la suite de la mort de Lincoln Campbell, et déterminée à maintenir la justice aux États-Unis sans avoir un quelconque lien avec ses anciens coéquipiers. Elle utilise notamment ses pouvoirs qui l’ont rendue célèbre pour stopper les activités illégales de la milice des Chiens de Garde, qui tente d'exterminer les Inhumains et qui commence à unifier différents groupes criminels pour leurs funestes projets. De son côté, Simmons a été promue au poste de conseillère spéciale du directeur en sciences et technologie, tandis que Fitz et le docteur Radcliffe ont commencé à entreprendre des recherches afin de créer la Charpente, une sorte de simulation de la réalité. Enfin, Mace a assigné May à la formation et la direction d'une équipe de nouvelles recrues pour le STRIKE, l'unité d'intervention antiterroriste du SHIELD. 
Ces nombreux changements rendent Coulson et son ancienne équipe sceptiques vis-à-vis du nouveau directeur. C'est alors que des phénomènes paranormaux se produisent et commence à affecter la population; en outre, un meta-humain appelé le Ghost Rider, affirmant avoir obtenu ses pouvoirs en pactisant avec le diable, s'en prend aux criminels en les faisant brûler vifs. La découverte de l'artefact extra-dimensionnel à l'origine de ces phénomènes, le Darkhold, oblige le SHIELD à s'associer à contrecœur avec le Ghost Rider pour les contrer.

## Distribution

### Acteurs principaux
- Clark Gregg (VF : Jean-Pol Brissart) : Agent Phil Coulson
- Ming-Na Wen (VF : Yumi Fujimori) : Agent Melinda May
- Chloe Bennet (VF : Victoria Grosbois) : Daisy Johnson / Quake
- Iain De Caestecker (VF : Arnaud Laurent) : Agent Leopold « Leo » Fitz
- Elizabeth Henstridge (VF : Cindy Tempez) : Agent Jemma Simmons
- Henry Simmons (en) (VF : Jean-Paul Pitolin) : Agent Alphonso « Mack » Mackenzie (en)
- John Hannah (VF : Georges Caudron) : Dr Holden Radcliffe
- Mallory Jansen (VF : Sybille Tureau) : AIDA / Ophelia Sarkinssan / Madame Hydra
- Jason O'Mara (VF : Guillaume Lebon) : Jeffrey Mace, le nouveau directeur du SHIELD / Le Patriote
- Gabriel Luna (VF : Taric Mehani) : Robbie Reyes / Ghost Rider (épisodes 1 à 8 et 22)

### Acteurs récurrents
- Maximilian Osinski (VF : Jérémy Bardeau) : Agent Davis (11 épisodes)
- Natalia Cordova-Buckley (VF : Ethel Houbiers) (2e voix) : Agent Elena « Yo-Yo » Rodriguez (9 épisodes)
- Patrick Cavanaugh (VF : Laurent Larcher) : Agent Burrows (9 épisodes)
- Zach McGowan (VF : Boris Rehlinger) : Anton Ivanov / le Supérieur (7 épisodes)
- Parminder Nagra (VF : Sylvie Jacob) : Sénatrice Ellen Nadeer (5 épisodes)
- Lilli Birdsell (VF : Juliette Degenne) : Lucy Bauer (5 épisodes)
- José Zúñiga (VF : Philippe Peythieu) : Elias Morrow (5 épisodes)
- Brett Dalton (VF : Franck Monsigny) : Grant Ward (5 épisodes)
- Jordan Rivera : Hope Mackenzie (5 épisodes)
- Briana Venskus (VF : Ludivine Maffren) : Agent Piper (5 épisodes)
- Lorenzo James Henrie (VF : Julien Crampon) : Gabriel « Gabe » Reyes (4 épisodes)
- Ricardo Walker (VF : Pascal Vilmen) : Agent Prince (4 épisodes)
- Adrian Pasdar (VF : Pierre-François Pistorio) : Brigadier-Général Glenn Talbot (4 épisodes)
- B. J. Britt (VF : Namakan Koné) : Agent Antoine Triplett (4 épisodes)

### Invités
- Kerr Smith (VF : Jean-Philippe Puymartin) : Joseph Bauer (épisodes 4, 5 et 6)
- Axle Whitehead (VF : Emmanuel Gradi) : James Taylor James (épisode 4)
- Manish Dayal (VF : Julien Allouf) : Vijay Nadeer (épisodes 7, 9 et 16)
- John Pyper-Ferguson (VF : Laurent Mantel) : Tucker Shockley (épisodes 9, 12 et 13)

## Production

### Développement
Le 3 mars 2016, la série a été renouvelée pour une quatrième saison.

### Casting
En juillet 2016, Gabriel Luna a obtenu le rôle principal de Robbie Reyes / Ghost Rider  et Lilli Birdsell, le rôle récurrent de Lucy Bauer lors de cette saison.
En août 2016, Jason O'Mara et Mallory Jansen ont obtenu un rôle principal durant cette saison et Parminder Nagra a obtenu un rôle récurrent durant cette saison.

### Diffusions
Aux États-Unis, la série a été diffusée en simultané sur ABC et sur le réseau CTV, au Canada du 20 septembre 2016 au 16 mai 2017.
La diffusion francophone s'est déroulée ainsi :
En France, la saison a été diffusée du 3 octobre 2017 au 14 novembre 2017 sur Série Club et du 18 juin 2018 au 14 août 2018 sur 6ter
En Belgique, elle est diffusée depuis le 6 octobre 2017 et continuera jusqu'au 15 décembre 2017 sur BeTV

## Liste des épisodes

### Première partie:Ghost Rider

#### Épisode 1:Ghost Rider
- États-Unis /  Canada : 20 septembre 2016 sur ABC[7] / CTV
- Belgique : 6 octobre 2017 sur BeTV
- France : 
  - 3 octobre 2017 sur Série Club
  - 12 juin 2018 sur 6ter[8]
- Québec : 29 août 2018 sur MusiquePlus[9]

- États-Unis : 3,44 millions de téléspectateurs[10] (première diffusion)
- Canada : 1,43 million de téléspectateurs[11] (première diffusion + différé 7 jours)

- Wilson Ramirez (Diego)
- Jen Kuo Sung (Chen)
- Samuel Barajas (Felix)
- Travis Wong (Zhong Wei)

Le SHIELD est redevenu une agence officielle, maintenant qu'HYDRA a été démantelée et que les Accords de Sokovie assurent une protection contre les humains dotés de pouvoirs. L'équipe de Coulson a été séparée et réassignée : Coulson est redevenu simple agent avec Mack, May est attachée à la formation au combat rapproché et tactique, Fitz et Simmons ont pris la tête de la division scientifique et sont chargés de la surveillance du docteur Radcliffe.
Coulson reçoit une information glissée par May : Daisy, qui agit en justicière solitaire fuyant le SHIELD et connue maintenant sous le nom de « Quake », a été repérée à Los Angeles sur la piste d'une arme mystérieuse, laissant plusieurs morts et blessés graves. Coulson ne croit pas qu'elle soit responsable et se rend sur place avec Mack. Daisy a en effet croisé la route d'un tueur mystérieux au cœur d'une légende urbaine, le Ghost Rider. En rendant visite au Dr Radcliffe, Fitz découvre qu'il travaille en secret sur un nouveau modèle d'androïde ultra-réaliste capable d'imiter le comportement humain. Réticent et peu confiant envers le nouveau directeur, il finit par accepter d'aider Radcliffe à mettre au point la technologie, qui pourrait servir de bouclier dans les missions.

#### Épisode 2:Visite guidée
- États-Unis /  Canada : 27 septembre 2016 sur ABC / CTV
- France : 
  - 3 octobre 2017 sur Série Club
  - 12 juin 2018 sur 6ter
- Belgique : 6 octobre 2017 sur BeTV
- Québec : 5 septembre 2018 sur MusiquePlus

- États-Unis : 2,95 millions de téléspectateurs[12] (première diffusion)
- Canada : 1,19 million de téléspectateurs[13] (première diffusion + différé 7 jours)

- Nico David (Petit garçon)
- John Churchill (Père)
- Adrian Quinonez (Ignacio)
- Jen Kuo Sung (Chen)
- Daniel Zacapa (Canelo)
- Dan Donohue (Frederick)
- Ward Roberts (Hugo)
- Usman Ally (Vincent)
- Deren Tadlock (Agent Cecilio)
- Mark Daneri (Membre du congrès du Wisconsin)

Coulson et May ont encore des doutes sur les intentions de Jeffrey Mace, le nouveau directeur du SHIELD nommé par le Président. S'il se montre aimable avec ceux qui ont dirigé l'agence quand elle devait se cacher, il reste assez secret sur ses plans une fois l'agence redevenue publique. Pendant ce temps, Fitz, Mack et Simmons enquêtent sur la boîte mystérieuse dont le contenu a rendu fou les mafieux chinois. Ils comprennent qu'il s'agit d'un conteneur quantique conçu pour enfermer ce qui semble être des fantômes. Le spectre qui a été libéré retrouve ses camarades et ensemble, ils préparent un plan contre celui qui les a condamné à cette existence déphasée. Dans les locaux du SHIELD, alors que Coulson assure une visite à quelques membres du Congrès, Simmons remarque que May devient elle aussi de plus en plus instable. Il faudra l'intervention de Mace, en fait Inhumain, pour neutraliser l'agent devenue folle et la faire transférer. Coulson et Mace comprennent alors que leur point de divergence sera autour de Daisy et May.

#### Épisode 3:L'Insurrection
- États-Unis /  Canada : 11 octobre 2016 sur ABC / CTV
- France : 
  - 3 octobre 2017 sur Série Club
  - 12 juin 2018 sur 6ter
- Belgique : 13 octobre 2017 sur BeTV
- Québec : 12 septembre 2018 sur MusiquePlus

- États-Unis : 2,68 millions de téléspectateurs[14] (première diffusion)
- Canada : 1,351 million de téléspectateurs[15] (première diffusion + différé 7 jours)

- Alexander Wraith (Agent Anderson)
- Ricky Saenz (Punk armé)
- Devon Libran (Punk cogneur)
- Valery Ortiz (Maria)
- Derek Hughes (Le Stupéfiant Mertz)
- Preston Flagg (Darryl)
- Stephanie Maura Sanchez (Leticia)
- Jen Kuo Sung (Chen)
- Dale Pavinski (Briggs)
- Michael Cory Davis (Agitateur)
- Aaron Gaffrey (Homme mystérieux)
- Adriana Diaz (Otage)

Plusieurs attaques à l'EMP ont lieu dans de grandes villes mondiales plongées dans le noir, revendiquées par une faction appelant à l'arrêt de l'enregistrement des Inhumains. Los Angeles est touchée, laissant Daisy et Robbie seuls face aux pillards, mais aussi Miami, où Elena, à une soirée avec des amies, se retrouve menacée par un groupe armé cherchant l'Inhumain présent. Le nouveau directeur du SHIELD envoie Coulson, Mack et Fitz à Miami, laissant Simmons rejoindre May à Washington alors que son état empire.
Elena est finalement démasquée et n'est sauvée que par l’arrivée des agents du SHIELD. Fitz parvient, par des moyens basiques, à retrouver la source des EMP de Miami. Le SHIELD découvre que les attaques sont en fait orchestrées par les Chiens de Garde. Daisy doit utiliser ses pouvoirs pour se défendre, aggravant sa fracture au bras ; alors que Robbie part lui chercher de quoi la soigner, son frère Gabe lui conseille de fuir avant qu'elle n'attire des ennuis sur son frère. Simmons amène May au Dr Radcliffe, qui comprend que les hallucinations de May sont causées par une hyperactivité du centre cérébral de la peur, mais n'a pas d'autre idée pour la soigner que de provoquer un arrêt cérébral temporaire. May est sauvée de justesse quand une EMP touche l'installation de Radcliffe et qu'il doit utiliser la batterie expérimentale d'AIDA pour alimenter les électrochocs.

#### Épisode 4:Têtes brûlées
- États-Unis /  Canada : 18 octobre 2016 sur ABC / CTV
- France : 
  - 10 octobre 2017 sur Série Club
  - 19 juin 2018 sur 6ter
- Belgique : 13 octobre 2017 sur BeTV
- Québec : 19 septembre 2018 sur MusiquePlus

- États-Unis : 2,34 millions de téléspectateurs[16](première diffusion)
- Canada : 1,41 million de téléspectateurs[17] (première diffusion + différé 7 jours)

- Kerr Smith (Joseph Bauer)
- Axle Whitehead (James Taylor James / Hellfire)
- Tanner Fontana (Elliot)
- Phil Tyler (Milicien des Chiens de garde #1)
- Sergio Enrique (Garde)

#### Épisode 5:Sans issue
- États-Unis /  Canada : 25 octobre 2016 sur ABC / CTV
- France : 
  - 10 octobre 2017 sur Série Club
  - 19 juin 2018 sur 6ter
- Belgique : 20 octobre 2017 sur BeTV
- Québec : 26 septembre 2018 sur MusiquePlus

- États-Unis : 2,3 millions de téléspectateurs[18] (première diffusion)
- Canada : 1,46 million de téléspectateurs[19] (première diffusion + différé 7 jours)

- Kerr Smith (Joseph Bauer)
- James Edson (Green, directeur de la prison)
- Sky Soleil (Agent pénitentiaire)
- Rolando Molina (Santino Noguera)
- Brandon Keener (Agent Harlan)
- Jermaine Jacox (Milicien féroce des Chiens de garde)
- Ward Roberts (Hugo)
- Usman Ally (Vincent)
- Devin Barry (Producteur)

#### Épisode 6:Le Bon Samaritain
- États-Unis /  Canada : 1er novembre 2016 sur ABC / CTV
- France : 
  - 10 octobre 2017 sur Série Club
  - 19 juin 2018 sur 6ter
- Belgique : 20 octobre 2017 sur BeTV
- Québec : 3 octobre 2018 sur MusiquePlus

- États-Unis : 2,43 millions de téléspectateurs[20] (première diffusion)
- Canada : 1,64 million de téléspectateurs[21] (première diffusion + différé 7 jours)

- Kerr Smith (Joseph Bauer)
- Dan Donohue (Frederick)
- Ward Roberts (Hugo)
- Usman Ally (Vincent)
- Shaun Clay (Agent Wilder)

- Dans cet épisode, Fitz fait référence à Isodyne et à la « Matière Zéro », éléments conducteurs de la deuxième saison d’Agent Carter.[réf. nécessaire]

#### Épisode 7:De l'autre côté
- États-Unis /  Canada : 29 novembre 2016 sur ABC / CTV
- France : 
  - 17 octobre 2017 sur Série Club
  - 26 juin 2018 sur 6ter
- Belgique : 27 octobre 2017 sur BeTV
- Québec : 10 octobre 2018 sur MusiquePlus

- États-Unis : 2,41 millions de téléspectateurs[22](première diffusion)
- Canada : 1,39 million de téléspectateurs[23] (première diffusion + différé 7 jours)

- Manish Dayal (Vijay Nadeer)
- Alexander Wraith (Agent Anderson)
- Blaise Miller (Agent Nathanson)
- Arnell Powell (Scientifique)
- Lance Broadway (Chef de l'équipe tactique)
- David An (Zhi)

#### Épisode 8:Le Cœur de démon
- États-Unis /  Canada : 6 décembre 2016 sur ABC / CTV
- France : 
  - 17 octobre 2017 sur Série Club
  - 26 juin 2018 sur 6ter
- Belgique : 27 octobre 2017 sur BeTV
- Québec : 17 octobre 2018 sur MusiquePlus

- États-Unis : 2,37 millions de téléspectateurs[24](première diffusion)
- Canada : 1,47 million de téléspectateurs[25] (première diffusion + différé 7 jours)

- Blaise Miller (Agent Nathanson)
- Coleen Sullivan (Reporter)
- Steve Suh (Peng)

### Deuxième partie:LMD

#### Épisode 9:Le Soulèvement de la machine
- États-Unis /  Canada : 10 janvier 2017 sur ABC / CTV
- France : 
  - 17 octobre 2017 sur Série Club
  - 3 juillet 2018 sur 6ter
- Belgique : 3 novembre 2017 sur BeTV
- Québec : 24 octobre 2018 sur MusiquePlus

- États-Unis : 2,72 millions de téléspectateurs[27] (première diffusion)
- Canada : 1,052 million de téléspectateurs[28] (première diffusion + différé 7 jours)

- Blaise Miller (Agent Nathanson)
- Manish Dayal (Vijay Nadeer)
- Bryan Keith (Zack Bynum)
- Shari Vasseghi (Sunjina Nadeer)

#### Épisode 10:Le Patriote
- États-Unis /  Canada : 17 janvier 2017 sur ABC / CTV
- France : 
  - 24 octobre 2017 sur Série Club
  - 3 juillet 2018 sur 6ter
- Belgique : 3 novembre 2017 sur BeTV
- Québec : 31 octobre 2018 sur MusiquePlus

- États-Unis : 2,03 millions de téléspectateurs[29] (première diffusion)
- Canada : 1,302 million de téléspectateurs[30] (première diffusion + différé 7 jours)

- Troy Caylak (Yuri Zaikin)
- Alastair Bayardo (Agent McCafferty)
- Kimberley Drummond (Agent Crawford)
- Shelley Robertson (Michelle Caldwell)
- Phillipos Haile (Viktor Orlov)

#### Épisode 11:Illusion
- États-Unis /  Canada : 24 janvier 2017 sur ABC / CTV
- France : 
  - 24 octobre 2017 sur Série Club
  - 10 juillet 2018 sur 6ter
- Belgique : 10 novembre 2017 sur BeTV
- Québec : 7 novembre 2018 sur MusiquePlus

- États-Unis : 2 millions de téléspectateurs[31] (première diffusion)
- Canada : 1,213 million de téléspectateurs[32] (première diffusion + différé 7 jours)

- Ava Acres (Katya Belyakov)
- Chuck McCollum (Sénateur Gene Williams)
- Sally Shamrell (Sénatrice Maria Nunez)
- Mikel Miller (Lieutenant de la Police du Capitole)

#### Épisode 12:La Patate chaude
- États-Unis /  Canada : 31 janvier 2017 sur ABC / CTV
- France : 
  - 24 octobre 2017 sur Série Club
  - 10 juillet 2018 sur 6ter
- Belgique : 10 novembre 2017 sur BeTV
- Québec : 14 novembre 2018 sur MusiquePlus

- États-Unis : 2,15 millions de téléspectateurs[33] (première diffusion)
- Canada : 1,189 million de téléspectateurs[34] (première diffusion + différé 7 jours)

- Patton Oswalt (Agents Billy Koenig / Sam Koenig / Thurston Koenig)
- John Pyper-Ferguson (Tucker Shockley)
- Artemis Pebdani (Agent L.T. Koenig)
- Konstantin Lavysh (Russe #1)
- Zack Sayenko (Leo Babikov)

Koenig, seul agent du SHIELD à savoir où est entreposé le Darkhold, est enlevé par des hommes de main de la sénatrice Nadeer. Il est amené à bord d'un sous-marin appartenant au Supérieur, un ancien agent des services secrets russes qui est obsédé par sa quête de destruction des Inhumains. Radcliffe, grâce à une machine de son invention, parvient à trouver dans la mémoire de l'agent le lieu où se trouve l'ouvrage : une bibliothèque appartenant à la compagnie. Pendant ce temps, Fitz est parvenu à découvrir que le LMD ayant l'apparence de Radcliffe fonctionne grâce à un ordinateur quantique faisant office de cerveau, création d'Aida et du savoir du Darkhold.

#### Épisode 13:Une vie éternelle
- États-Unis /  Canada : 7 février 2017 sur ABC / CTV
- France : 
  - 31 octobre 2017 sur Série Club
  - 17 juillet 2018 sur 6ter
- Belgique : 17 novembre 2017 sur BeTV
- Québec : 21 novembre 2018 sur MusiquePlus

- États-Unis : 2,08 millions de téléspectateurs[35] (première diffusion)
- Canada : 1,247 million de téléspectateurs[36] (première diffusion + différé 7 jours)

- John Pyper-Ferguson (Tucker Shockley)
- Maximilian Osinki (Agent Davis)
- Damian Gomez (Vendeur du café)
- Deren Tadlock (Agent Cecilio)
- Bryan Keith (Zack Bynum)
- Sheila Cutchlow (Agent Jurmain du FBI)
- Tom Virtue (Commis du motel)
- Darsha Philips (Envoyé spécial)
- Abraham Amkpa (Laborantin)
- Johnny Rivas (Serveur)
- Pierce Minor (Milicien des Chiens de garde #1)

#### Épisode 14:L'Homme derrière le S.H.I.E.L.D.
- États-Unis /  Canada : 14 février 2017 sur ABC / CTV
- France : 
  - 31 octobre 2017 sur Série Club
  - 17 juillet 2018 sur 6ter
- Belgique : 17 novembre 2017 sur BeTV
- Québec : 28 novembre 2018 sur MusiquePlus

- États-Unis : 2,13 millions de téléspectateurs[37] (première diffusion)
- Canada : 1,286 million de téléspectateurs[38] (première diffusion + différé 7 jours)

- Frederick Lawrence (Garde)
- Stivi Paskoski (Directeur des renseignements)
- Alexander Chemyshev (Voyou russe)

#### Épisode 15:La Charpente
- États-Unis /  Canada : 21 février 2017 sur ABC / CTV
- France : 
  - 31 octobre 2017 sur Série Club
  - 24 juillet 2018 sur 6ter
- Belgique : 24 novembre 2017 sur BeTV
- Québec : 5 décembre 2018 sur MusiquePlus

- États-Unis : 2,01 millions de téléspectateurs[39] (première diffusion)
- Canada : 1,164 million de téléspectateurs[40] (première diffusion + différé 7 jours)

- Cantrell Harris (Agent Fisher)

### Troisième partie:Les agents d'Hydra

#### Épisode 16:De l'autre côté du miroir
- États-Unis /  Canada : 4 avril 2017 sur ABC / CTV
- France : 
  - 7 novembre 2017 sur Série Club
  - 24 juillet 2018 sur 6ter
- Belgique : 24 novembre 2017 sur BeTV
- Québec : 12 décembre 2018 sur MusiquePlus

- États-Unis : 2,15 millions de téléspectateurs[41] (première diffusion)
- Canada : 1,119 million de téléspectateurs[42] (première diffusion + différé 7 jours)

- Brett Dalton (Grant Ward)
- Bill Paxton ( Agent John Garret )
- Manish Dayal (Vijay Nadeer)
- Jade Harlow (Julia Price)
- Taj Speights (Burnell)
- Brandon Morales (Agent Pinsky)
- Chad T. Wood (Agent Slate)
- Jim Hanna (Guy)
- Skyler James (Chris Adler)

#### Épisode 17:Au-delà du réel
- États-Unis /  Canada : 11 avril 2017 sur ABC / CTV
- France : 
  - 7 novembre 2017 sur Série Club
  - 31 juillet 2018 sur 6ter
- Belgique : 1er décembre 2017 sur BeTV
- Québec : 9 janvier 2019 sur MusiquePlus[43]

- États-Unis : 2,32 millions de téléspectateurs[44] (première diffusion)
- Canada : 1,093 million de téléspectateurs[45] (première diffusion + différé 7 jours)

- Brett Dalton (Grant Ward)
- Stella Frances Gregg (Amy)
- David Lee Landry (Agent spécial d'Hydra)
- David Weiss (Homme sérieux)
- Randall Bacon (Chef des agents d'Hydra)
- Brandon Walter (Homme en ligne)

#### Épisode 18:La Résistance
- États-Unis /  Canada : 18 avril 2017 sur ABC / CTV
- France : 
  - 7 novembre 2017 sur Série Club
  - 31 juillet 2018 sur 6ter
- Belgique : 1er décembre 2017 sur BeTV
- Québec : 16 janvier 2019 sur MusiquePlus

- États-Unis : 2,43 millions de téléspectateurs[46] (première diffusion)
- Canada : 1,058 million de téléspectateurs[47] (première diffusion + différé 7 jours)

- Brett Dalton (Grant Ward)
- Jordan Rivera (Hope Mackenzie)
- B. J. Britt (Agent Antoine Triplett)
- David O'Hara (Alistair Fitz)
- Adam Kulbersh (Kenneth Turgeon)
- Taj Speights (Burnell)
- Skyler James (Chris Adler)
- Beau Bonness (Garde de la porte d'Hydra)
- Christopher Showerman (Soldat d'Hydra)

#### Épisode 19:Chasse à l'homme
- États-Unis /  Canada : 25 avril 2017 sur ABC / CTV
- France : 
  - 14 novembre 2017 sur Série Club
  - 7 août 2018 sur 6ter
- Belgique : 8 décembre 2017 sur BeTV
- Québec : 23 janvier 2019 sur MusiquePlus

- États-Unis : 2,15 millions de téléspectateurs[48] (première diffusion)
- Canada : 1,272 million de téléspectateurs[49] (première diffusion + différé 7 jours)

- Brett Dalton (Grant Ward)
- B. J. Britt (Agent Antoine Triplett)
- Simon Kassianides (Sunil Bakshi)
- Jordan Rivera (Hope MacKenzie)
- David O'Hara (Alistair Fitz)
- Kavita Patil (Madame Lee)

#### Épisode 20:L'Heure du choix
- États-Unis /  Canada : 2 mai 2017 sur ABC / CTV
- France : 
  - 14 novembre 2017 sur Série Club
  - 7 août 2018 sur 6ter
- Belgique : 8 décembre 2017 sur BeTV
- Québec : 30 janvier 2019 sur MusiquePlus

- États-Unis : 2,15 millions de téléspectateurs[50] (première diffusion)
- Canada : 1,118 million de téléspectateurs[51] (première diffusion + différé 7 jours)

- Jordan Rivera (Hope Mackenzie)
- David O'Hara (Alistair Fitz)
- B. J. Britt (Agent Antoine Triplett)
- Rheagan Wallace (Marilyn)
- Richard Whiten (Agent Gedrick)

#### Épisode 21:Retour à la réalité
- États-Unis /  Canada : 9 mai 2017 sur ABC / CTV
- France : 
  - 14 novembre 2017 sur Série Club
  - 14 août 2018 sur 6ter
- Belgique : 15 décembre 2017 sur BeTV
- Québec : 6 février 2019 sur MusiquePlus

- États-Unis : 2,14 millions de téléspectateurs[52] (première diffusion)
- Canada : 974 000 téléspectateurs[53] (première diffusion + différé 7 jours)

- Brennan Feonix (Soldat Whitley)
- J. Michael Evans (Soldat Richardson)

#### Épisode 22:Seuls contre tous
- États-Unis /  Canada : 16 mai 2017 sur ABC[54] / CTV
- France : 
  - 14 novembre 2017 sur Série Club
  - 14 août 2018 sur 6ter
- Belgique : 15 décembre 2017 sur BeTV
- Québec : 13 février 2019 sur MusiquePlus

- États-Unis : 2,08 millions de téléspectateurs[55] (première diffusion)
- Canada : 1,17 million de téléspectateurs[56] (première diffusion + différé 7 jours)

- Joris Jarsky (Sergeï Mishkin)
- Zibby Allen (Lieutenant Evans)
- Joel Stoffer (en) (Enoch)
- Karole Foreman (Serveuse)

Maintenant qu'AIDA peut ressentir des émotions, elle s'est imaginée pouvoir vivre une relation avec Fitz, mais ce dernier, horrifié par tout ce qu'il a fait dans la Charpente, a choisi de rester avec Jemma. Profondément blessée, Aida jure de se venger des agents du SHIELD, et décide de rétablir l'état totalitaire qu'elle avait mis en place dans la Charpente en créant un LMD de Daisy pour blesser gravement le général Talbot lors d'une réunion de sécurité mettant en cause le SHIELD. Ainsi, les Inhumains et le SHIELD perdront toute crédibilité aux yeux du monde.
Ghost Rider fait alors son apparition. Il est déterminé à récupérer le Darkhold détenu par le Supérieur et AIDA, et il s'avère qu'il est le seul à pouvoir la vaincre, car l'androïde s'est créé un corps combinant plusieurs pouvoirs d'Inhumains grâce au Darkhold. 
De son côté, Yo-Yo a plongé dans la Charpente, alors en pleine auto-destruction, pour convaincre Mack de revenir dans le monde réel. Lorsque Hope disparaît de la Charpente, Mack se décide à revenir mais reste affecté. Radcliffe disparaît lui aussi.
AIDA rejoint l'équipe et tue Jemma, avant de se présenter devant Coulson. Elle réalise qu'elle a été dupée : elle a tué un LMD de Jemma. Elle est finalement tuée par l'esprit du Rider, qui a intégré le corps de Coulson ; l'esprit consent ensuite à réintégrer Robbie après avoir passé un marché avec Coulson. Robbie récupère le livre et retourne aux enfers.